# Sanae Mishima
Pour les articles homonymes, voir Mishima.
Sanae Mishima (三島 早苗, Mishima Sanae), née le 3 mai 1957, est une joueuse internationale de football japonaise.

## Biographie
Le 11 juin 1981, elle fait ses débuts avec l'équipe nationale japonaise lors de la Coupe d'Asie, contre l'équipe de Thaïlande. 
Elle compte deux sélections en équipe nationale du Japon.

## Statistiques
Le tableau ci-dessous présente les statistiques de Sanae Mishima en équipe nationale :
| Équipe du Japon | Équipe du Japon | Équipe du Japon |
| Année           | Matchs          | Buts            |
| --------------- | --------------- | --------------- |
| 1981            | 2               | 0               |
| Total           | 2               | 0               |